# Pteris tapeinidiifolia
Pteris tapeinidiifolia är en kantbräkenväxtart som beskrevs av H. Itô. Pteris tapeinidiifolia ingår i släktet Pteris och familjen Pteridaceae. Inga underarter finns listade.